# Llorenç de Canterbury
Llorenç de Canterbury (Roma?, mitjan segle vi - Canterbury, 2 de febrer de 619), va ser un monjo benedictí que formà part de la missió enviada pel papa Gregori I a Anglaterra el 597. Fou el segon arquebisbe de Canterbury. És venerat com a sant pels catòlics, anglicans i ortodoxos.

## Biografia
Etelbert de Kent, casat amb la cristiana Berta, filla del rei Caribert I, demanà al papa Gregori el Gran que enviés a l'illa missioners cristians. Gregori hi envià Agustí, prior del monestir benedictí de Sant Andreu del Celio, juntament amb quaranta monjos, entre els quals hi havia Llorenç. Partiren el 597 i arribaren a l'illa de Thanet, on van trobar el rei.
En poc temps, el rei i milers dels seus súbdits (la llegenda diu que 10.000) van ser batejats. Llorenç fou enviat a Roma perquè expliqués al papa els resultats obtinguts. En tornar, continuà l'evangelització des del convent fundat per Agustí a Canterbury; quan aquest morí el 604, Llorenç en fou nomenat successor i segon arquebisbe de Canterbury.
El fill i successor d'Etelbert, Eadbald va tornar al paganisme i molts missioners fugiren a la Gàl·lia. Llorenç va reeixir a tornar-lo a la fe cristiana. Segons una llegenda, va estar a punt de desistir i se li aparegué Sant Pere apòstol, que el castigà fuetejant-lo per voler abandonar: els senyals del fuet van servir per convertir Eadbald.

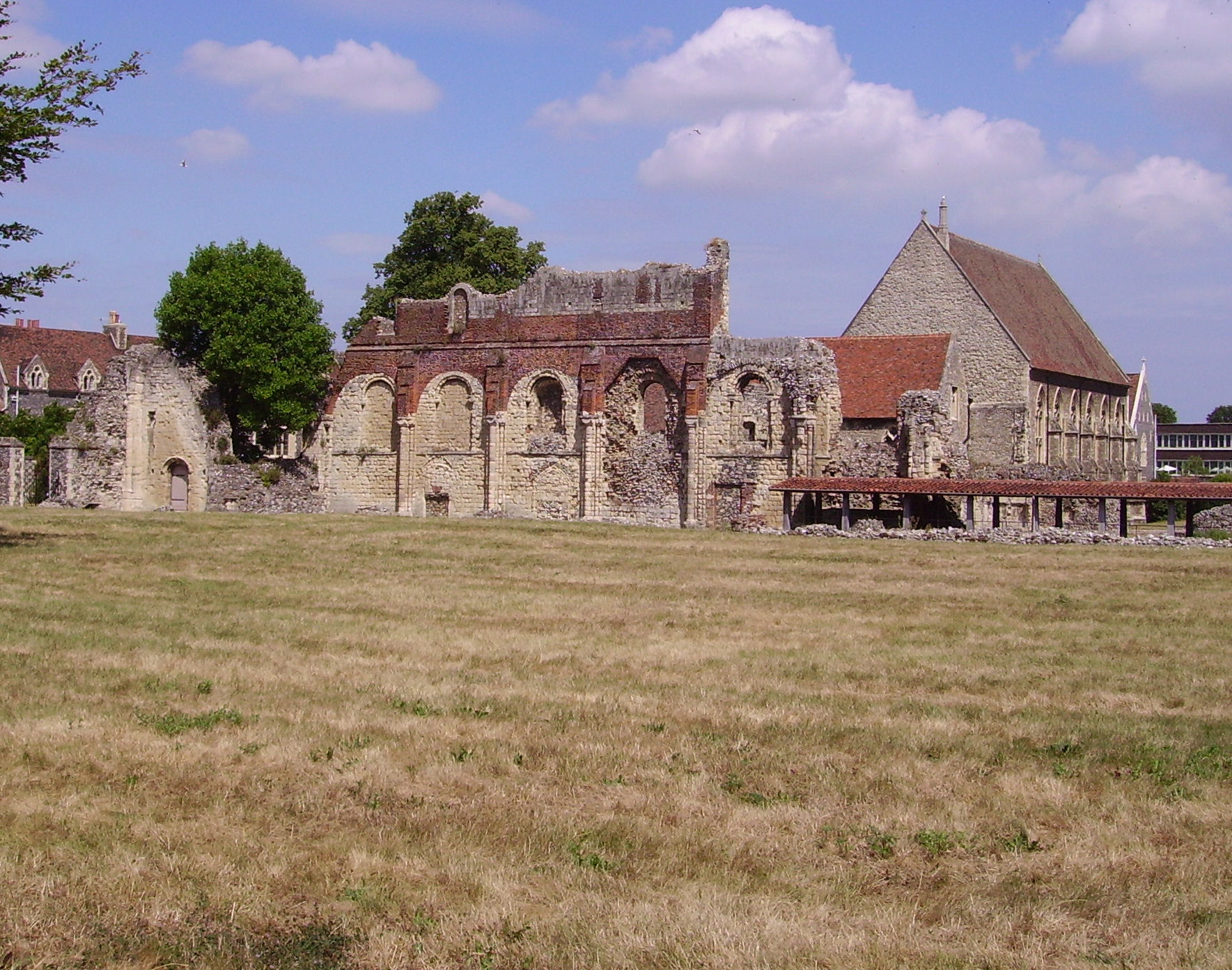
Ruines de l'abadia de Sant Agustí a Canterbury.
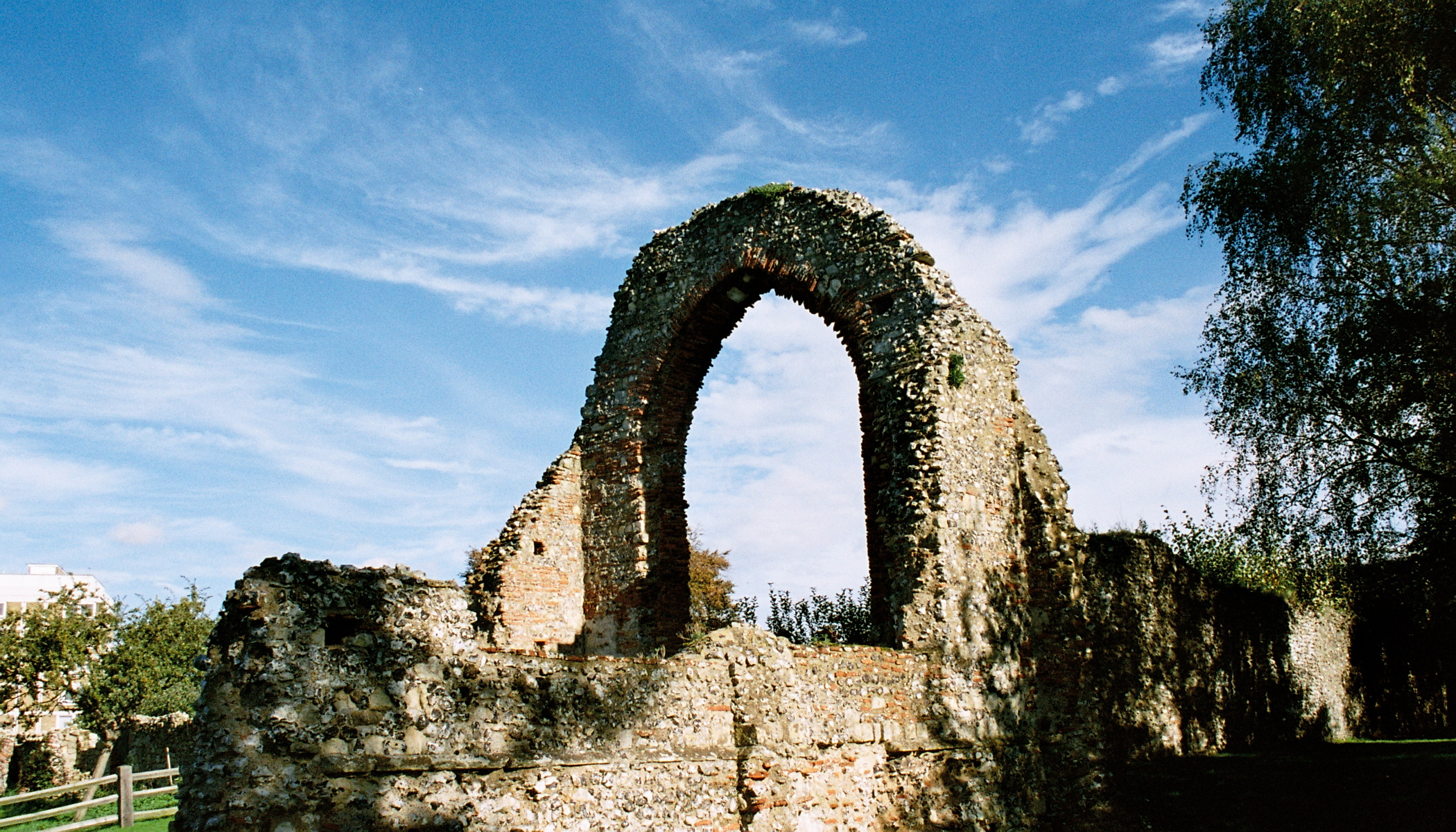
Capella de Sant Pancraç de l'abadia de Sant Agustí, amb restes de l'església saxona que va donar origen a l'abadia (l'arc és posterior, d'època gòtica)
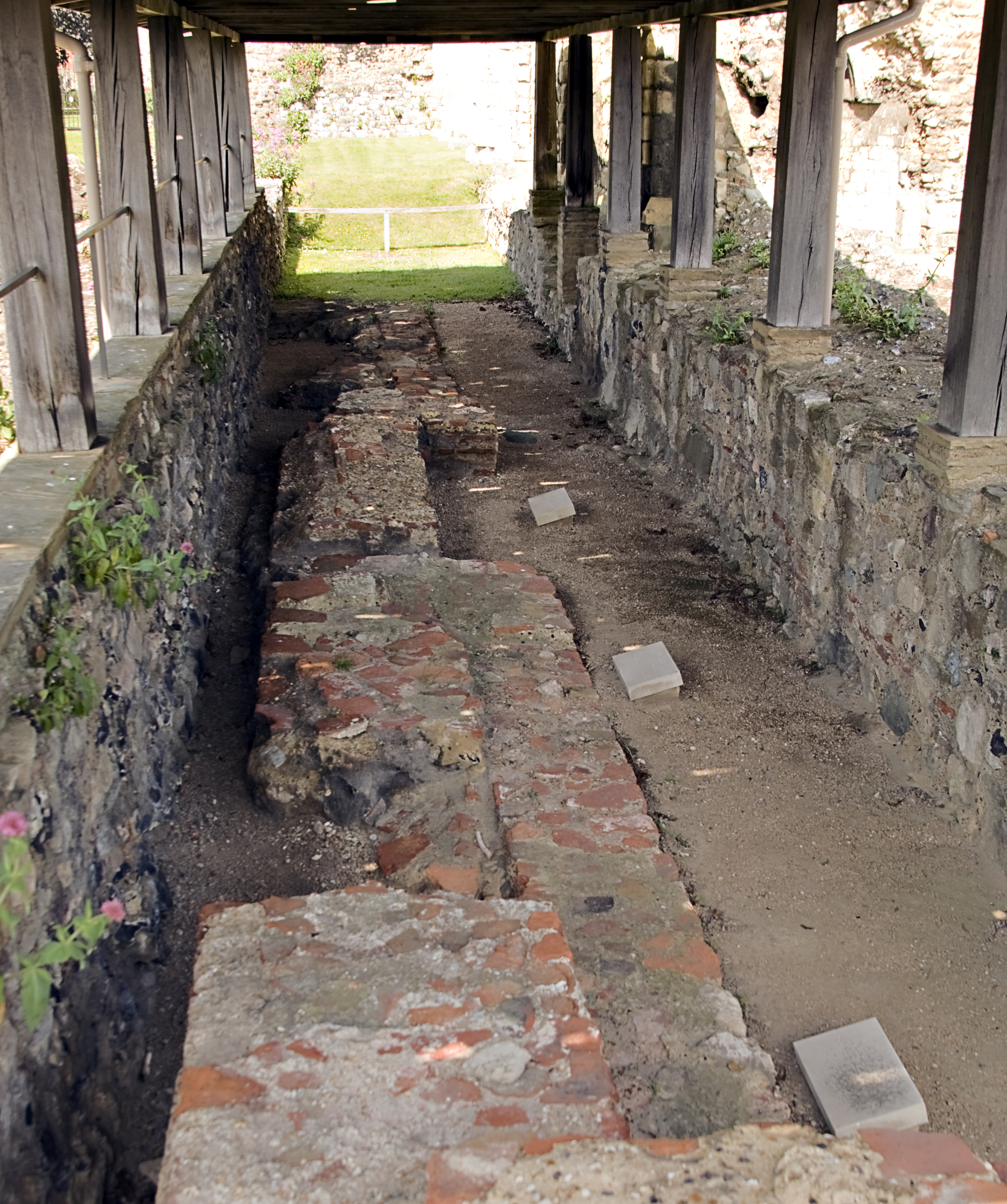
Lloc on va haver-hi la tomba del sant, a les ruïnes de la cripta de l'abadia: és la pedra del mig
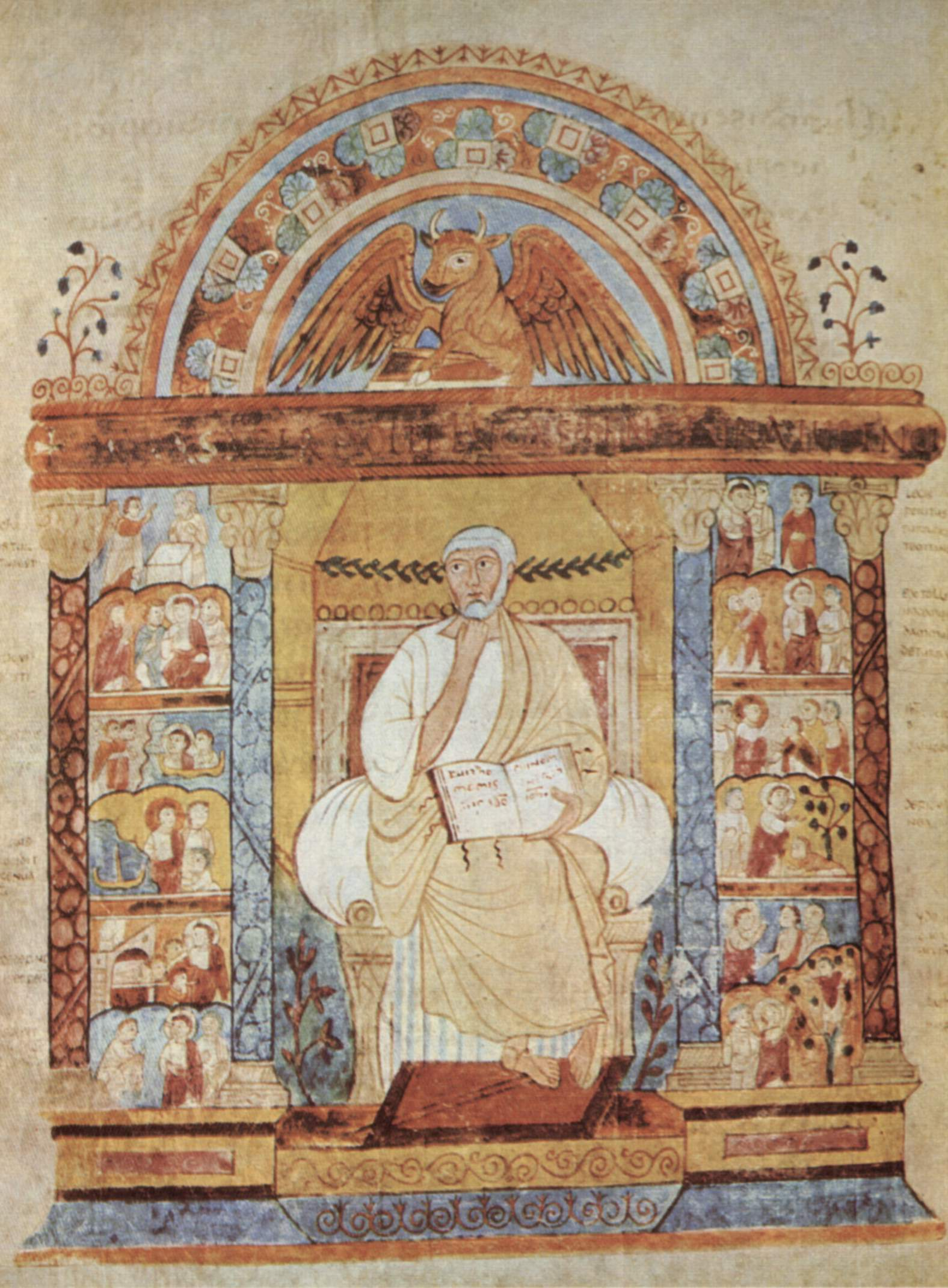
Evangeliari de Sant Agustí, un dels còdexs que Gregori I va enviar als missioners de Canterbury

Va morir el 619 i fou sebollit a l'abadia que havia fundat Agustí a Canterbury, dedicada a Sant Pere i que després fou anomenada de Saint Augustin. Durant la reforma anglicana del segle xvi, l'abadia fou suprimida i arruïnada, i la sepultura profanada i les restes en van desaparéixer.